# Diccionario de locuciones verbales para la enseñanza del español
El diccionario de locuciones verbales para la enseñanza del español es un diccionario monolingüe elaborado por Inmaculada Penadés Martínez. Fue publicado por la editorial Arco Libros e impreso en Madrid en 2002.

## Tipo de diccionario
Tiene un enfoque sincrónico, pues se centra en el español en momentos concretos, sin considerar su evolución histórica. Es un diccionario que en cuanto al material léxico registrado es restringido, ya que se dedica específicamente a las locuciones verbales. Este diccionario sería el primero de un conjunto de volúmenes que irían apareciendo y que registraron otros tipos de locuciones, como las adverbiales, las sustantivas, las prononimales y las adjetivas.  A este le seguirían otros diccionarios similares como Gramática y semántica de las locuciones, Para un diccionario de locuciones. De la lingüística teórica a la fraseografía práctica y el Diccionario de locuciones idiomáticas del español. 
El diccionario hace uso de citas y ejemplos de uso que provienen de diversos materiales, como por ejemplo el Corpus de Referencia del Español Actual (CREA). Es un diccionario de naturaleza pedagógica, pues ha sido redactado pensando en la enseñanza de ELE (para la enseñanza del español como lengua extranjera) y como base de apoyo para los profesores que les imparten docencia. Aunque también puede ser útil en el ámbito de la enseñanza del español como lengua materna. Además para personas especializadas en este ámbito, como puede ser Agathe Rakotojoelimaria "se trata de una referencia obligada para los profesores de ELE".

## Orígenes y desarrollo del diccionario
La elaboración del diccionario nace en un contexto de gran interés por la enseñanza y el aprendizaje del español como lengua extranjera (ELE). Además también se enmarca en un interés por la fraseología y la fraseografía. Esta obra se enmarca entre los diccionarios didácticos en español, dirigidos tanto a hablantes nativos, como a estudiantes del español como lengua extranjera. Para la elaboración de este diccionario se tuvieron que elegir una serie de locuciones verbales. Dicha selección se realizó mediante el análisis de diferentes fuentes lexicográficas, así como del corpus de textos escritos y orales.
Por otro lado, ese proceso de cribado se acometió mediante un análisis íntegro de algunos diccionarios que sirvieron de referencia:
- Diccionario didáctico de español, intermedio (DDEI, SM)
- Diccionario para la enseñanza de la lengua española (DIPELE, Vox)
- Diccionario Salamanca de la lengua española (DSLE)
- Diccionario fraseológico del español moderno (DFEM, Varela y Kubarth)

Además, dichas locuciones se pusieron bajo lupa a través del Diccionario del español actual (DEA, Seco, Andrés y Ramos), todo ello con el fin lo de garantizar su vigencia y uso actual. Se trata de un diccionario que destaca según la académica Agathe Rakotojoelimaria por lo siguiente: "La singularidad de aquel diccionario estriba en que no sólo tiene en cuenta las clasificaciones obtenidas de los trabajos e investigaciones fraseológicas, al registrar únicamente las locuciones verbales y no mezclar todo tipo de fraseologismo sin orden ni concierto, sino que trata de manera adecuada las locuciones verbales españolas, proporcionando informaciones imprescindibles para estudiantes extranjeros".

## Delimitación del lema
Para el establecimiento del tema deben tenerse en cuenta algunos factores como son su complejidad formal o las posibles variaciones de su estructura. Se deben seguir una serie de procesos que ya han sido esbozados por la tradición lexicográfica. Por lo que se puede decir que el establecimiento del lema se fundamenta en dos principios, el teórico y el práctico. El principio teórico se basa en la tradición lexicográfica, donde se trata a las locuciones como lexemas simples. En el principio práctico se tiene en cuenta el uso real de los hablantes. Además de basarse en el uso real, la lematización también debe apoyarse en los estudios de la fraseología teórica.
En el diccionario se separa el lema de los elementos del contorno de manera independiente, además se excluyen los elementos que no sean esenciales, como por ejemplo los verbos auxiliares o modificadores que no deberían formar parte del lema si no son lo suficientemente esenciales. Por otro lado, Penadés defiende que las preposiciones no deben incluirse en el lema, siempre deben aparecer por separado.  
También se pueden dar dificultades a la hora de la lematización, por falta de consenso y porque las locuciones son unidades pluriverbales, algo que complica su representación en los diccionarios. Además, se pueden dar variaciones en la forma canónica según el diccionario que se consulte. Algunos elementos problemáticos en la delimitación serían los siguientes:
- Verbos.
- Preposiciones.
- Elementos del contorno.
- Negación.
- Pronombre "se".[8]

## Microestructura
Se trata de un diccionario que presenta una microestructura diseñada para la facilidad de su consulta y la maximización de su utilidad. La microestructura del diccionario se compone de los siguientes elementos:
- Lema: El lema de la locución aparece en negrita y a veces una parte de este se coloca entre paréntesis para indicar que se puede usar la locución con o sin esa parte.
- Clase de locución.
- Posibles acepciones: En caso de que tenga múltiples acepciones, las locuciones son numeradas con números arábigos.
- Definiciones.
- Ejemplos.
- Sinónimos y antónimos: Los sinónimos se marcan con una mano y los antónimos con una flecha.
- Marcadores estilísticos: Se le asigna a cada locución un signo específico (i), (a) o (s) que se corresponden con los niveles intermedio, avanzado y superior respectivamente. Además se señalan con abreviatyras como infor. (uso informal) o vulg. (uso difemístico).
- Ordenación de las entradas: Alfabéticamente por su primera palabra.
- Información gramátical y pragmática.
- Apéndices y referencias cruzadas.[3]

Por otro lado, algunas entradas pueden presentar equivalencias o explicaciones semánticas para facilitar la comprensión de los estudiantes, así como notas de frecuencia de uso.

## Macroestructura
Su macroestructura presenta las siguientes características:
- Organización de las entradas.
- Cobertura léxica: El diccionario incluye 1952 locuciones verbales.
- Sección principal y apéndices. Los apéndices agrupan las series de locuciones por nivel, marca, sinónimos, antónimos, sin marcas de registro y las registradas bajo los sutantivos que las constituyen.
- Criterios de clasificación de locuciones: Según el nivel de aprendizaje y las marcas estilísticas.

La macroestructura responde a una finalidad pedagógica.

## Importancia del diccionario en ELE
Ayuda a los estudiantes de ELE a comprender y utilizar locuciones verbales de uso frecuente, además de proporcionar materiale basados en datos reales, con lo que se evitan enfoques arbitrarios. Además, facilita la enseñanza de expresiones idiomáticas, que suelen ser un reto para los aprendientes de la lengua, sobre todo por la complejidad de algunas de estas expresiones, ya que muchas locuciones no tienen pares o similiares en las otras lenguas.

## Contraste con otros diccionarios
En el análisis lexicográfico, se menciona explícitamente que el diccionario incluye combinaciones con "dar" y "hacer" dentro de las locuciones, lo que contrasta con otros diccionarios generales del español, donde aparecen como colocaciones o estructuras con verbos desemantizados. Otro aspecto que lo hace diferente respecto a otros diccionarios es la facilidad que tiene para la búsqueda de locuciones, pues en otros diccionarios como el DICE los verbos aparecen en combinaciones dentro de las entradas de los sustantivos, reflejando la idea de que es la base la que selecciona el verbo. 